# Stella Q
Una stella Q (o buco grigio) è un ipotetico tipo di stella degenere, ritenuto un derivato delle stelle di neutroni più pesanti, in cui la materia si trova in uno stato esotico. Il termine "stella Q" non indica però una stella di quark: infatti la "Q" non sta per "quark", quanto piuttosto per il numero delle particelle conservate. Una stella Q potrebbe esser confusa, all'osservazione, con un buco nero stellare. Una possibile stella Q è l'oggetto compatto contenuto in V404 Cygni.